# Jaqueline Aeby
Jaqueline Aeby (1930 - 15 augustus 2009) was een Zwitserse schrijfster en dichteres.

## Biografie
Jaqueline Aeby was van kinds af aan doof. Ze studeerde interieurarchitectuur in Vevey. Ze woonde in Lausanne tot aan haar overlijden in 2009.

## Werken
- (fr)  Ma guirlande, 2004.
- (fr)  Bouquets d'enfance (dichtbundel).